# Bělorusko na olympijských hrách
Bělorusové na olympijských hrách poprvé závodili na olympiádě v Helsinkách 1952 za Sovětský svaz (kód MOV: URS). Po jeho rozpadu v roce 1991 se většina postsovětských zemí (Bělorusko, Kazachstán, Ukrajina, Ázerbájdžán, Gruzie, Arménie, Kyrgyzstán, Moldavsko, Tádžikistán, Turkmenistán, Uzbekistán a Rusko) spojila na zimní olympiádu v Albertville a letní v Barceloně (Rusko tam patřilo jen v Albertville, v Barceloně už bylo samostatné). O dva roky později v Lillehameru závodily samostatně už všechny státy. V samostatné historii vybojovali běloruští sportovci (do roku 2018 včetně) celkem 105 medailí.

## Medaile

### Podle olympiád
| Olympijské hry | pořadatel      | zlato | stříbro | bronz | celkem |
| -------------- | -------------- | ----- | ------- | ----- | ------ |
| ZOH 1994       | Lillehammer    | 0     | 2       | 0     | 2      |
| LOH 1996       | Atlanta        | 1     | 6       | 8     | 15     |
| ZOH 1998       | Nagano         | 0     | 0       | 2     | 2      |
| LOH 2000       | Sydney         | 3     | 3       | 11    | 17     |
| ZOH 2002       | Salt Lake City | 0     | 0       | 1     | 1      |
| LOH 2004       | Athény         | 2     | 6       | 7     | 15     |
| ZOH 2006       | Turín          | 0     | 1       | 0     | 1      |
| LOH 2008       | Peking         | 4     | 5       | 10    | 19     |
| ZOH 2010       | Vancouver      | 1     | 1       | 1     | 3      |
| LOH 2012       | Londýn         | 2     | 5       | 5     | 12     |
| ZOH 2014       | Soči           | 5     | 0       | 1     | 6      |
| LOH 2016       | Rio de Janeiro | 1     | 4       | 4     | 9      |
| ZOH 2018       | Pchjongčchang  | 2     | 1       | 0     | 3      |
| Celkem         | Celkem         | 21    | 34      | 50    | 105    |

### Podle sportů
| Sport                | zlato | stříbro | bronz | celkem |
| -------------------- | ----- | ------- | ----- | ------ |
| atletika             | 4     | 7       | 9     | 20     |
| veslování            | 2     | 1       | 5     | 8      |
| kanoistika           | 2     | 2       | 4     | 8      |
| vzpírání             | 1     | 5       | 6     | 12     |
| judo                 | 1     | 0       | 1     | 2      |
| zápas                | 0     | 4       | 7     | 11     |
| gymnastika           | 1     | 4       | 6     | 11     |
| plavání              | 0     | 2       | 1     | 3      |
| box                  | 0     | 2       | 0     | 2      |
| akrobatické lyžování | 4     | 1       | 2     | 7      |
| biatlon              | 4     | 3       | 3     | 10     |
| rychlobruslení       | 0     | 1       | 0     | 1      |
| cyklistika           | 0     | 0       | 1     | 1      |
| moderní pětiboj      | 0     | 0       | 1     | 1      |
| sportovní střelba    | 1     | 2       | 4     | 7      |
| tenis                | 1     | 0       | 0     | 1      |
| Celkem               | 21    | 34      | 50    | 105    |

## V SSSR
Sovětští sportovci poprvé startovali na letní olympiádě v roce 1952 a na zimní olympiádě v roce 1956. Do rozpadu státu v roce 1991 získali celkem 1204 medailí (194 na ZOH a 1010 na LOH, z toho 473 zlatých, 376 stříbrných a 355 bronzových). Prvním Bělorusem, který získal medaili byl Michail Krivonosov, který získal stříbro v hodu kladivem v Melbourne 1956. První běloruské zlato získal bělorusko-ukrajinský pár Leonid Gejštor a Sergej Makarenko v kanoistice v  Římě 1960. Naposledy byl na olympiádě SSSR jako jednotný stát roku 1988 v Calgary a Soulu.

## Běloruský olympijský výbor

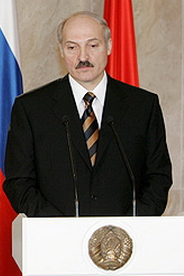
Alexandr Lukašenko, běloruský prezident a předseda Běloruského olympijského výboru.

V roce 1991 se Sovětský svaz rozpadl a Bělorusko získalo samostatnost. Ještě téhož roku bylo vydáno usnesení o vytvoření Národního olympijského výběru Běloruské republiky (rusky Национальный олимпийский комитет Республики Беларусь) a řádným členem MOV se stal v roce 1993. V témže roce se stal jeho předsedou běloruský ministr sportu Vladimir Ryženkov, a byl jím až do své smrti v roce 1996. O rok později byl předsedou zvolen prezident Lukašenko a ve funkci je dodnes. Lukašenko byl první člověk v historii, který byl současně hlavou státu a předsedou olympijského výboru. Výbor dostává peníze za prodej předmětů s olympijským logem, sponzorskými dary a dotací od vlády. V roce 2004 vydal Lukašenko ustanovení, že po hrách 2004 a 2006 budou sportovci dostávat 60 000 USD za zlato 30 000 USD za stříbro a 20 000 USD za bronz. Po hrách 2008 a 2010 sportovci dostali 100 000 USD za zlato 50 000 dolarů za stříbro a za bronz 30 000 dolarů.

## Letní olympijské hry

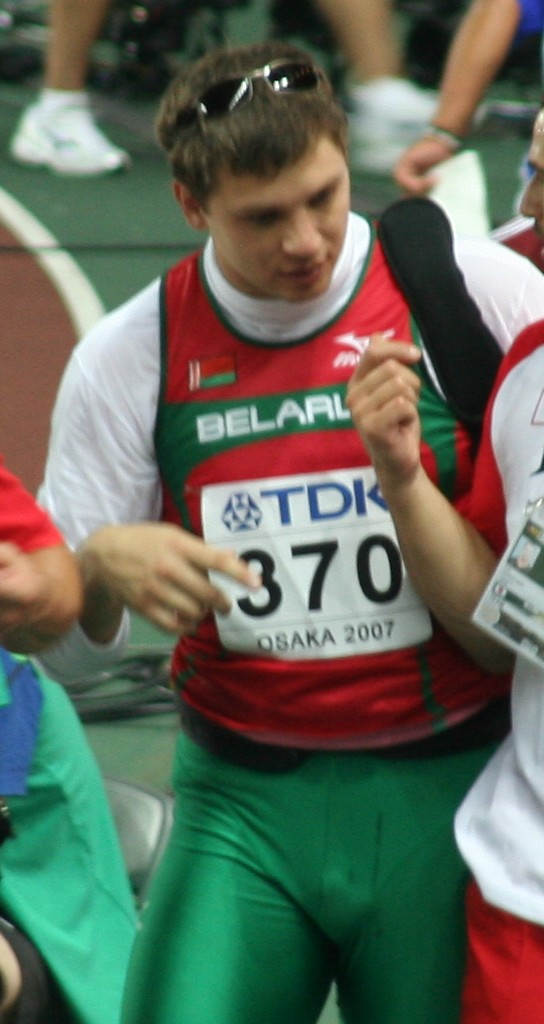
Běloruský kladivář Vadim Devyatovskij. V Sydney 2000 diskvalifikován za použití steroidu nadrolonu.

### Atlanta 1996
Na LOH v Atlantě země vyslala 159 sportovců do 21 disciplín. Z prvního vystoupení samostatného Běloruska si sportovci odvezli dohromady 15 medailí, 1 zlatou, 6 stříbrných a 8 bronzových. Stříbra pocházela z atletiky, střelby a zápasu (ve volném stylu i řeckořímském). Bronzové medaile získali atleti, veslaři, sportovní gymnasté a řecko-římští zápasníci.
Zlato:
- Jekatěrina Karstenová ve veslování

### Sydney 2000
Běloruská vláda dala na přípravu a jiné výdaje spojené s olympiádou v Sydney 5 milionů USD. Ministr sportu a cestovního ruchu Jevgenij Vorsin předpovídal, že Bělorusko získá čtyři zlaté medaile. Zúčastněných 139 sportovců (72 mužů a 67 žen) však získalo „jen“ tři zlaté, tři stříbrné a 11 bronzových medailí. Jeden Bělorus, Vadim Děvjatovskij, byl diskvalifikován za použití anabolického steroidu nandrolonu. Bronzy byly ze sedmiboje, hodu kladivem, střelby (3) řecko-římského zápasu, moderního pětiboje, vzpírání (2 medaile), juda a hodu diskem.
Zlato získali:
- Janina Karolčiková ve vrhu koulí,
- Jekatěrina Karstenová (která úspěšně obhájila své prvenství z Atlanty ve veslování.)
- Ellina Zverevavová v hodu diskem.

### Athény 2004

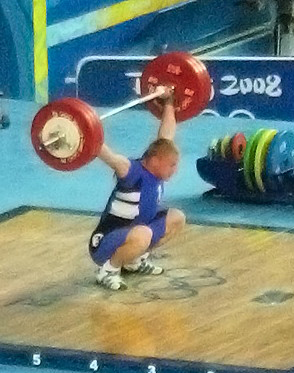
Běloruský vzpěrač Andrej Rybakov.

Bělorusko využilo prostředky, které zbyly z her v Sydney na přípravu do Athén. Jelo tam 153 sportovců. Získali 15 medailí (2 zlaté, 6 stříbrných a devět bronzových). Stříbra byla ze vzpírání (2), boxu (2), veslování a hodu kladivem. Bronzy získali mj. ve střelbě, hodu diskem, vzpírání, cyklistice, veslování (2 medaile), a řecko-římském zápase.
 Při slavnostním zahájení nesl vlajku zápasník Alexander Medved.

Následuje výčet zlatých medailí:
- Julia Nestěrenko v běhu na sto metrů
- Ihar Makarov v judu.

### Peking 2008
Bělorusko vyslalo do Pekingu 181 sportovců. BOV (Běloruský olympijský výbor) oznámil, že odměny za medaile budou vypláceny v amerických dolarech a vítěz zlaté medaile navíc získá doživotní přísun párků Belatmit. Vlajku při zahájení nesl šermíř Alexander Romankov. Bělorusové si domů odvezli celkem 19 medailí což jim přineslo 13. místo v pořadí národů.
Zlato získali:
- Andrej Aramnau	ve Vzpírání.
- Oksana Miankovová v hodu kladivem.
- Andrej a Alexandr Bohdanovičovi v kanoistice.
- Raman Pjatrušenka, Alexej Abalmasau, Artur Litvinčuk a Vadim Machneu v kanoistice.

## Zimní olympijské hry

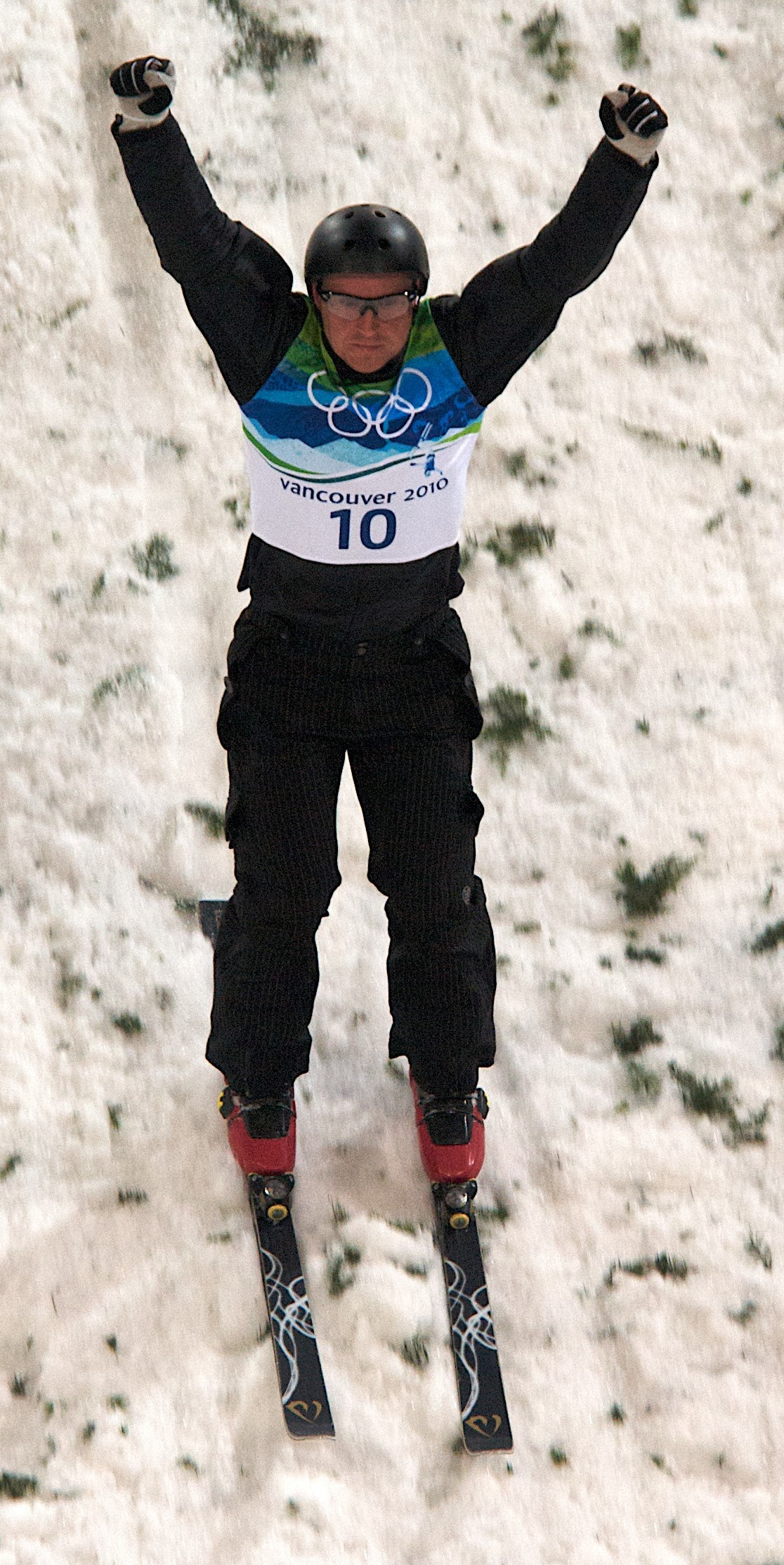
Akrobat Alexej Grišin

### Lillehammer 1994
XVII. Zimní olympijské hry v Lillehammeru byly první olympijské hry, kterých se běloruští sportovci zúčastnili jako reprezentanti samostatného Běloruska. Před tím (mezi lety 1964–1992) získali Bělorusové čtyři medaile pro družstva SSSR a SNS. Bylo vysláno 33 sportovců, kteří získali dvě stříbra (konkrétně Igor Železovskij v rychlobruslení a Světlana Paramyginaová v biatlonu. Ze 67 zúčastněných zemí tak bylo Bělorusko 15. Podle BOV byla pro Bělorusko tato zimní olympiáda historická událost a „…otevřela novou stránku v historii běloruského sportu.“

### Nagano 1998
Do Nagana Bělorusko vyslalo 59 sportovců, kteří o medaile bojovali v devíti disciplínách. Získali dvě bronzové medaile, Dmitrij Daščinskij v akrobatickém lyžování a Alexej Ajdarov v biatlonu. V hokejovém turnaji se po čtvrtfinálové porážce od ruského výběru museli spokojit se sedmým místem. V projevu prezidenta republiky a předsedy Běloruského olympijského výboru Lukašenka z roku 2002 se odrážely úspěchy sportovců z Nagana. Při sledování přenosů řekl, že sportovci soutěžili důstojně a přinesli Bělorusku slávu.

### Salt Lake City 2002
Bylo tu 64 Bělorusů soutěžících v 9 disciplínách, a získali pouze 1 bronz díky Alexeji Grišinovi v akrobatickém lyžování. Hokejisté na turnaji zažili největší úspěch v historii, když získali 4. místo po prohře se Švédy v zápase o třetí místo.

### Turín 2006
Do Turína Bělorusové poslali 33 sportovců v 8 disciplínách. Jedinou medaili (konkrétně stříbro) získal akrobat Dmitrij Daščinskij, který už měl bronz z Nagana. Alexandr Lukašenko ale byl s výsledkem velmi nespokojený a řekl, že Bělorusko už nutně potřebuje ze zimní olympiády zlato.

### Vancouver 2010
Těchto zimních olympijských her se účastnilo 49 Bělorusů, kteří získali 3 medaile, 1 zlatou, 1 stříbrnou a 1 bronzovou, což jim přineslo v medailovém pořadí 17. místo, o které se dělili se Slovenskem. O stříbro se v závodě biatlonistů na 20 km podělili kvůli zcela shodnému času Nor Ole Einar Bjørndalen a Sergej Novikov, třetí v tomto závodě neskončil nikdo, čtvrtý skončil Rus Usťugov. Bronz získala biatlonistka Darja Domračevová v závodě na 15 km.
Zlato získal:
- akrobat Alexej Grišin.

## Vlajkonoši
| Olympijské hry      | Vlajkonoš          |
| ------------------- | ------------------ |
| Lillehammer 1994    | Igor Železovskij   |
| Atlanta 1996        | Igor Astapkovič    |
| Nagano 1998         | Alexander Popov    |
| Sydney 2000         | Sergej Lištvan     |
| Salt Lake City 2002 | Oleg Ryženkov      |
| Athény 2004         | Alexander Medved   |
| Turín 2006          | Alexander Popov    |
| Peking 2008         | Alexander Romankov |